# خورخه فومرو
خورخه فومرو (انگلیسی: Jorge Fumero؛ زادهٔ ۲۹ اوت ۱۹۶۸) بازیکن بیسبال اهل کوبا بود.